# Gauge
Elizabeth R. Deans (Hot Springs, Arkansas, 24 de Julho de 1980), mais conhecida como Guage ou Gage, é uma atriz pornô estadunidense.

## Biografia
Iniciou sua carreira na indústria de filmes pornôs em 1999 com dezenove anos no filme More Dirty Debutantes #129 com seu ex-namorado Mojo e Ed Powers. Devido à sua aparência muito jovem, houve rumores de que fosse menor de idade quando começou a fazer filmes.

Em 2005, depois de ter aparecido em aproximadamente 140 filmes, ela abandonou a carreira de atriz pornô devido a disputas contratuais com a firma que a empresariava. Passou a trabalhar como dançarina exótica no seu Estado natal do Arkansas. Concluiu um curso de instrumentação cirúrgica, porém suas tentativas de se empregar foram frustradas devido a sua carreira prévia como atriz pornô. Durante o curso, um estudante de anestesia a reconheceu e a notícia logo se espalhou. No final do curso, ninguém no hospital quis assinar atestando as horas de estágio profissional de Gauge. Durante o curso, o seu orientador supostamente assediou-a, mas ninguém quis acreditar em sua palavra quando ela reclamou do suposto assédio sexual junto à direção do hospital. Após oito anos afastada dos filmes adultos, em 2013 decidiu retomar a carreira em um filme da Brazzers. Disse, à época, a atriz em entrevista ao diretor Billy Watsonː 
| “ | "Pois é muito difícil fazer algo legítimo quando você sai. Toda vez que alguém me reconhecia, eu era discriminada. | ” |

Em setembro de 2013, a sua história foi contada no artigo da revista eletrônica Salon.com intituladoː "Despedida por fazer pornôː a nova discriminação profissional".

## Filmografia Parcial
- 4 Finger Club 16
- A Girl's Affair 48
- Abyss
- Amateur Thrills 11
- Cream of The Cock
- Cum Stains
- Extreme Teen 7
- Finally Legal 8
- Flesh Hunter 3
- Gangbang Girl 32
- Joey Silvera's Service Animals 12
- More Dirty Debutantes #137
- More Dirty Debutantes #129
- Finally 18
- Aurora Snow VS Gauge

## Prêmios
- XRCO (X-Rated Critics Organization)

- 2002 - Melhor Cena Threeway Sex (ao lado de Aurora Snow e Jules Jordan) (Trained Teens)[5]